# Eurytoma martellii
Eurytoma martellii är en stekelart som beskrevs av Domenichini 1960. Eurytoma martellii ingår i släktet Eurytoma och familjen kragglanssteklar. Inga underarter finns listade i Catalogue of Life.

## Bildgalleri